# Cervone Pole, Berdeansk
Cervone Pole (în ucraineană Червоне Поле) este localitatea de reședință a comunei Cervone Pole din raionul Berdeansk, regiunea Zaporijjea, Ucraina.

## Demografie
Componența lingvistică a localității Cervone Pole
     Ucraineană (87,09%)
     Rusă (12,5%)
     Alte limbi (0,08%)
Conform recensământului din 2001, majoritatea populației localității Cervone Pole era vorbitoare de ucraineană (87,09%), existând în minoritate și vorbitori de rusă (12,5%).